# Seznam skladatelů vážné hudby, Š
Seznam skladatelů vážné hudby podle abecedy:
A – B –
C – Č –
D – E – 
F – G –
H – Ch –
I – J –
K – L –
M – N –
O – P –
Q – R –
Ř – S –
Š – T –
U – V –
W – X –
Y – Z –
Ž

## Š
- Jurij Alexandrovič Šaporin (1887–1966)
- Adrian Grigorjevič Šapošnikov (1888–1967)
- Antonín Šatra (1901–1979)
- Alexandr Vasiljevič Šaverzašvili (1919–2003)
- Tengiz Šavlochašvili (1946)
- Rodion Konstantinovič Ščedrin (1932)
- Vladimir Vladimirovič Ščerbajev (1889–1952)
- Vissarion Jakovlevič Šebalin (1902–1963)
- Karel Šebor (1843–1903)
- Boris Semjonovič Šechter (1900–1961)
- Ivan Šekov (1942)
- Alexandr Alexejevič Šenšin (1890–1944)
- Alexandr Dmitrijevič Šeremetěv (1859–1931)
- Zdeněk Šesták (1925)
- Dušan Šestič (1946)
- Otakar Ševčík (1852–1934)
- Jan Šimíček (1942)
- Otakar Šín (1881–1943)
- Vasilij Petrovič Širinskij (1901–1965)
- Ivan Šišov (1888–1947)
- František Škroup (1801–1862)
- Jan Nepomuk Škroup (1811–1892)
- Mikuláš Škuta (1960)
- František Škvor (1898–1970)
- Miloslav Šnejdar (1917–1994)
- Dmitrij Dmitrijevič Šostakovič (1906–1975)
- Vladimír Šrámek (1923)
- Karel Šrom (1904–1981)
- Vincenc Šťastný (1885–1971)
- Miloš Štědroň (1942)
- Vladimír Štědroň (1900–1982)
- Miloš Štědroň Orson (1973)
- Josef Štěpán (1726–1797)
- Václav Štěpán (1899–1944)
- Jáchym Štěpanovský (1738–1801)
- Karel Václav Štěpka (1908–1989)
- Josip Štolcer-Slavenski (1896–1955)
- Stjepan Šulek (1914–1986)
- Jiří Šust (1919–1995)
- Konstantin Nikolajevič Švědov (1886–1954)